# Cantonul Champdeniers-Saint-Denis
Cantonul Champdeniers-Saint-Denis este un canton din arondismentul Niort, departamentul Deux-Sèvres, regiunea Poitou-Charentes, Franța.

## Comune
| Comune                   | Populație (1999) | Cod poștal | Cod INSEE |
| ------------------------ | ---------------- | ---------- | --------- |
| Champdeniers-Saint-Denis | 1.664            | 79220      | 79066     |
| La Chapelle-Bâton        | 363              | 79220      | 79070     |
| Cours                    | 529              | 79220      | 79104     |
| Germond-Rouvre           | 1.116            | 79220      | 79133     |
| Pamplie                  | 274              | 79220      | 79200     |
| Saint-Christophe-sur-Roc | 588              | 79220      | 79241     |
| Sainte-Ouenne            | 773              | 79220      | 79284     |
| Surin                    | 603              | 79220      | 79320     |
| Xaintray                 | 237              | 79220      | 79357     |